# 花園 (所沢市)
花園（はなぞの）は、埼玉県所沢市の町名。現行行政地名は花園一丁目から四丁目。郵便番号359-0047。

## 地理
所沢市内の中央北部、新所沢東地区に所属する。
西武新宿線･新所沢駅の北東に位置し、北で所沢新町、東で中新井、南で美原町、南西で北所沢町、西で北岩岡と隣接する。
面積は約0.4km2、地内は概ね住宅地および商業地として利用されている。

### 地価
住宅地の地価は、2015年（平成27年）1月1日の公示地価によれば、花園1丁目2430番9の地点で14万3000円/m2となっている。

## 歴史
かつて1980年代頃までにパイオニア所沢事業所やNTT社宅などを中心に住宅街としての町が形成され、2000年頃からは地区南側の県道沿いに駐車場を備えたスーパーマーケットなどの中規模商業施設が隣立する現在の町並みとなっていった。2014年現在はパイオニアの跡地にマルハン、創価学会所沢平和会館、住宅が建てられている。また、地内に西友所沢花園店が立地していたが、2017年に行われた区画整理事業に伴い閉鎖され、跡地には2018年にヨークマートが建てられている。一方、地区内には閑静な住宅街のなか昭和期から続く個人商店などが今日でも点在している。

### 沿革
- 1974年（昭和49年）4月1日 - 町名変更の実施により大字上新井の北部が分離し、北所沢町・向陽町・花園となる[8]。

### 町名の変遷
「花園」となった旧町名は以下の通り
| 旧       | 新        |
| -------- | --------- |
| 西松葉町 | 花園1丁目 |
| 東松葉町 | 花園2丁目 |
| 栄町     | 花園3丁目 |
| つくし町 | 花園4丁目 |

## 世帯数と人口
2017年（平成29年）9月30日現在の世帯数と人口は以下の通りである。
| 丁目       | 世帯数    | 人口    |
| ---------- | --------- | ------- |
| 花園一丁目 | 377世帯   | 829人   |
| 花園二丁目 | 697世帯   | 1,583人 |
| 花園三丁目 | 464世帯   | 1,086人 |
| 花園四丁目 | 391世帯   | 1,023人 |
| 計         | 1,929世帯 | 4,521人 |

## 交通

### 鉄道
地内に鉄道は引かれていない。西武新宿線新所沢駅が最寄駅であり、新所沢駅東口より徒歩7分程の位置にあたる。

### 道路
- 埼玉県道6号川越所沢線

交差点
- 中新井一丁目
- 花園
- 北所沢町

### バス
地内のバス停名および運行系統名は以下の通り。
- 「花園」[* 3] ・「花園四丁目」
  - 西武バス - 新所01・新所02・新所02-1・新所02-2・新所03・新所04系統
  - 　花園四丁目のみ　所61系統
- 「花園二丁目」
  - 所沢市内循環ところバス - 北路線

## 小・中学校の学区
市立小・中学校に通う場合の学区（校区）は以下の通り。
| 町丁 | 番・番地 | 小学校                       | 中学校                     |
| ---- | -------- | ---------------------------- | -------------------------- |
| 花園 | 全域     | 所沢市立伸栄小学校（中新井） | 所沢市立美原中学校（並木） |

## 公園・緑地
- 花園公園[11]
- 花園西公園
- 花園緑地
- つくし公園
- 西松葉公園
- 花園あじさい公園
- 花園さつき公園

## 施設
公共
- 所沢共同福祉施設 ラーク所沢[12]
- 所沢市花園会館

宗教施設
- 創価学会所沢平和会館

その他
- デイサービスしあわせ花園